# 小口村 (和歌山県)
小口村（こぐちむら）は、和歌山県東牟婁郡にあった村。現在の新宮市熊野川町の南部、熊野川支流・赤木川の流域にあたる。

## 地理
- 山岳：足郷山、宝泉岳
- 河川：赤木川、小口川、東川

## 歴史

### 村名の由来
和田川・小口川の合流点付近の谷口が最も狭いことより。

### 沿革
- 1889年（明治22年）4月1日 - 町村制の施行により、西村・東村・大山村・鎌塚村・滝本村・畝畑村・北ノ川村および上長井村の大部分（飛地を除く）の区域をもって発足。
- 1956年（昭和31年）9月30日 - 三津ノ村・九重村・玉置口村および敷屋村の一部（大字西敷屋・東敷屋・篠尾）と合併して熊野川町が発足。同日小口村廃止。